# Tetragoneura stuardoi
Tetragoneura stuardoi är en tvåvingeart som beskrevs av Duret 1982. Tetragoneura stuardoi ingår i släktet Tetragoneura och familjen svampmyggor. Inga underarter finns listade i Catalogue of Life.